# La irrazonable eficacia de la Matemática en las Ciencias Naturales

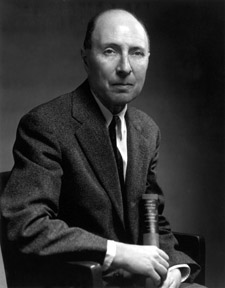
Eugene Wigner.

La irrazonable eficacia de la matemática en las ciencias naturales es el título de un artículo publicado en 1960 por el físico Eugene Wigner. En el mismo, Wigner observó que la estructura matemática de una teoría física a menudo señala el camino para futuros avances en aquella teoría o incluso en predicciones empíricas.

## La matemática en las ciencias naturales
Wigner comienza su artículo con la creencia, común entre quienes están familiarizados con las matemáticas, de que los conceptos matemáticos tienen aplicabilidad más allá del contexto en que son originalmente desarrollados. Basado en su experiencia dice que "es importante señalar que la formulación matemática basada en las experiencias crudas del físico llevan en un inusual número de casos a una descripción asombrosamente precisa de una clase amplia de fenómenos." Luego invoca la ley fundamental de gravitación como ejemplo. Ésta, originalmente utilizada para modelar cuerpos en caída libre sobre la superficie de la tierra, fue extendida en la base de lo que Wigner denomina "muy escasas observaciones" para describir el movimiento de los planetas, donde "se ha probado precisa más allá de todas las expectativas razonables".

Otro ejemplo frecuentemente citado es el de las Ecuaciones de Maxwell, derivadas para modelar los fenómenos eléctricos y magnéticos elementales a mediados del siglo XIX. Estas ecuaciones también describen las ondas de radio, descubiertas por David Edward Hughes en 1879, es decir, un tiempo cercano a la muerte de James Clerk Maxwell. Wigner resume su argumento diciendo que "la enorme utilidad de las matemáticas en las ciencias naturales es algo que bordea lo misterioso y para lo que no hay explicación racional". Concluye su artículo con la misma cuestión con la que empieza:
El milagro de la adecuación del lenguaje matemático para la formulación de las leyes de la física es un regalo maravilloso que no entendemos ni tampoco merecemos. Tendríamos que estar agradecidos por él y tener la esperanza de que seguirá siendo válido en futuras investigaciones y que se extenderá, para mal o para bien, a nuestro gusto, incluso aun así quizás también a nuestro desconcierto, a amplias ramas del aprendizaje.

## La profunda conexión entre ciencia y matemática
El trabajo de Wigner proporcionó una idea innovadora para la física y para la filosofía de matemáticas, y ha sido citado frecuentemente en la literatura académica de filosofía de la física y de la matemática. Wigner especuló sobre la relación entre la filosofía de ciencia y los fundamentos de matemáticas:
Es difícil evitar la impresión de que un milagro nos afronta aquí, bastante comparable es su sorprendente naturaleza al milagro de que la mente humana pueda hilar mil argumentos sin meterse en contradicciones, o a los dos milagros, el de las leyes de naturaleza y el de la capacidad de la mente humana de adivinarlas.
Más tarde, Hilary Putnam (1975) explicó estos "dos milagros" como consecuencias necesarias de una visión realista (pero no Platonista) de la filosofía de matemáticas. De todas maneras, en un texto en el que discute el sesgo cognitivo Wigner prudentemente lo etiquetó como "no fiable", y yendo más lejos:
El escritor está convencido de que es útil, en discusiones epistemológicas, abandonar la idealización de que el nivel de inteligencia humana tiene una posición singular en una escala absoluta. En algunos casos incluso puede ser útil considerar la realización
que es posible en el nivel de la inteligencia de alguna otra especie.
Si humanos comprobando los resultados de otros humanos puede ser considerado una base objetiva para la observación del universo conocido (a los humanos) es una pregunta interesante, para ambas, la cosmología y la filosofía de matemáticas.

Wigner también planteó el desafío de una aproximación cognitiva para integrar las ciencias:
Una situación más confusa y dificultosa surgiría si pudiéramos, algún día, establecer una teoría de los fenómenos de la consciencia, o de la biología, que podría ser tan coherente y convincente como nuestras presentes teorías del mundo inanimado.
Además propuso que podrían encontrarse argumentos que podrían
poner una fuerte presión en nuestra fe en nuestras teorías y en nuestra creencia en la realidad de los conceptos que formamos. Eso nos daría un profundo sentido de frustración en nuestra búsqueda por lo que denominé 'la verdad definitiva'. La razón de que tal situación sea concebible es que, fundamentalmente, no sabemos por qué nuestras teorías funcionan tan bien. Por lo tanto, su exactitud no puede probar su verdad y consistencia. De hecho,  es la creencia del escritor de que algo bastante semejante a la situación que fue descripta anteriormente existe si las presentes leyes de la herencia y de la física son confrontadas.
Peter Woit, un físico teórico, cree que este conflicto existe en la teoría de cuerdas, donde modelos muy abstractos pueden ser imposibles de probar en cualquier experimento previsible . Si esto fuera el caso, la "cuerda" debe ser pensada como real pero de cualquier tan real pero no testeable, o sencillamente como una ilusión o artefacto de la matemática o de la cognición.

## Respuestas al artículo original de Wigner
El artículo original de Wigner ha provocado e inspirado muchas respuestas a través de una amplia gama de disciplinas. Estas incluyen a Richard Hamming en ciencias de la computación, Arthur Lesk^~ en biología molecular, Peter Norvig en minería de datos, Max Tegmark en física, Ivor Grattan-Guinness en matemáticas y Vela Velupillai en economía.

### Richard Hamming
Richard Hamming, un matemático aplicado y un fundador de las ciencias de la computación, reflexionó y extendió la Irrazonable Efectividad de Wigner en 1980, girando en torno a cuatro "explicaciones parciales" para ella. Hamming concluyó que las cuatro explicaciones que dio fueron insatisfactorias.  Aquellas eran:
1. Los humanos ven lo que buscan. La creencia de que la ciencia es fundada en la experimentación es sólo parcialmente cierta. Más precisamente, nuestro aparato intelectual es tal que mucho de lo que vemos proviene de los lentes que nos pusimos. Eddington fue tan lejos como para proclamar que una mente suficientemente sensata podría deducir toda la física, ilustrando su punto con el siguiente chiste: "Algunos hombres fueron a pescar en el mar con una red, y al examinar lo que habían capturado concluyeron que había una medida mínima para los peces en el mar."
2. Los humanos crean y seleccionan la matemática que encaja en determinada situación. La matemática a mano no siempre funciona. Por ejemplo, cuando los escalares resultaron incómodos para entender las fuerzas, primero los vectores, luego tensores, fueron inventados.
3. La matemática sólo toma en cuenta una parte de experiencia humana. Mucho de la experiencia humana no cae bajo la ciencia o la matemática sino bajo la filosofía del valor, incluyendo la ética, la estética y la filosofía política. Afirmar que el mundo puede ser explicado a través de la matemática constituye un acto de fe.
4. La evolución preparó a los humanos para pensar matemáticamente. Las formas de vida primitivas deben haber contenido las semillas de la capacidad humana de crear y seguir largas cadenas de razonamiento aproximado. Hamming, cuyo campo del conocimiento dista mucho de la biología, por otra parte dice poco para diluir problema.

### Max Tegmark
Una respuesta diferente, brindada por el físico Max Tegmark, es que la física es tan exitosamente descrita por la matemática porque el mundo físico es completamente matemático, isomórfico a una estructura matemática, y que estamos sencillamente descubriendo esto bit a bit. La misma interpretación había sido adelantada algunos años atrás por Peter Atkins. En esta interpretación, las diversas aproximaciones que constituyen nuestras teorías físicas actuales son exitosas porque las estructuras matemáticas sencillas pueden proporcionar buenas aproximaciones de ciertos aspectos de estructuras matemáticas más complejas. En otras palabras, nuestras teorías exitosas no son matemática aproximando a la física, sino matemática aproximando a la matemática.

### Ivor Grattan-Guinness
Ivor Grattan-Guinness encuentra la efectividad notablemente razonable y explicable en términos de conceptos como la analogía, la generalización y la metáfora.

## Lectura adicional
- Sundar Sarukkai (10 de febrero de 2005). «Revisiting the 'unreasonable effectiveness' of mathematics». Current Science 88 (3). JSTOR 24110208.
- Kasman, Alex (April 2003). «Unreasonable Effectiveness». Math Horizons Magazine 10 (4): 29-31. S2CID 218542870. doi:10.1080/10724117.2003.12023669., a piece of "mathematical fiction".
- Colyvan, Mark (Spring 2015). «Indispensability Arguments in the Philosophy of Mathematics».  En Zalta, Edward N., ed. Stanford Encyclopedia of Philosophy. Metaphysics Research Lab, Stanford University.
- Bangu, Sorin (2012). The Applicability of Mathematics in Science: Indispensability and Ontology. New Directions in the Philosophy of Science. London: Plagrave MacMillan. ISBN 978-0230285200.
- Wolchover, Natalie (9 de diciembre de 2019). «Why the Laws of Physics Are Inevitable». Quanta Magazine.